# Ondřej Cink
Ondřej Cink (Rokycany, districte de Rokycany, 7 de desembre de 1990) és un ciclista txec professional des del 2017 i actualment a l'equip Bahrain-Merida. Especialista en el ciclisme de muntanya, ha obtingut diverses medalles als Campionats del món.

## Palmarès en ciclisme de muntanya
- 2012
  -  Campió del món sub-23 en Camp a través
  -  Campió d'Europa sub-23 en Camp a través
- 2013
  -  Campió de Txèquia en Camp a través

### Resultats al Tour de França
- 2017. Abandona (19a etapa)